# Ларрайнсар
Ларра́йнсар (исп. Larráinzar) — посёлок в Мексике, штат Чьяпас, входит в состав одноимённого муниципалитета и является его административным центром. Численность населения, по данным переписи 2020 года, составила 3954 человека.

## Общие сведения
Поселение было основано в доиспанский период индейцами цоциль, и называлось Истакосток, что можно перевести как — белая пещера. После прихода европейцев поселение переименовали в Сан-Андрес-Истакосток.
В 1934 году губернатор штата переименовал поселение в Сан-Андрес-Ларрайнсар, в честь Мануэля Ларрайнсара, а в 1944 году в названии осталось только Ларрайнсар.
16 февраля 1996 года в этом посёлке были подписаны Соглашения Сан-Андреса между федеральным правительством и Сапатистской Армией национального освобождения (САНО).